# Puerto Armuelles
Puerto Armuelles es un corregimiento y ciudad cabecera del distrito de Barú en la provincia de Chiriquí en Panamá. Mientras en el occidente es parte de la provincia de Puntarenas (ciudad) Es la ciudad más alejada de la Ciudad de Panamá (aprox. 550 km).y a su vez la más alejada del centro de Costa Rica
Es también conocida como la "ciudad de las arenas" y es considerada el núcleo urbano principal del área occidental de Chiriquí.

## Geografía

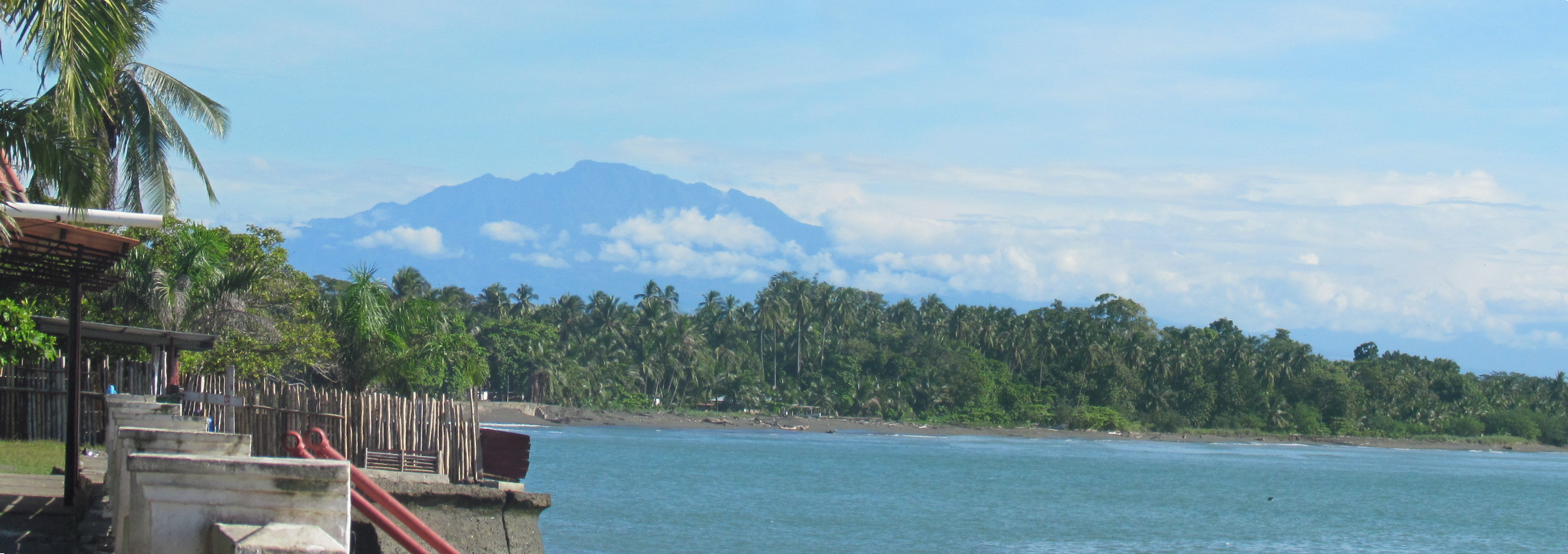
Volcán Barú desde Puerto Armuelles

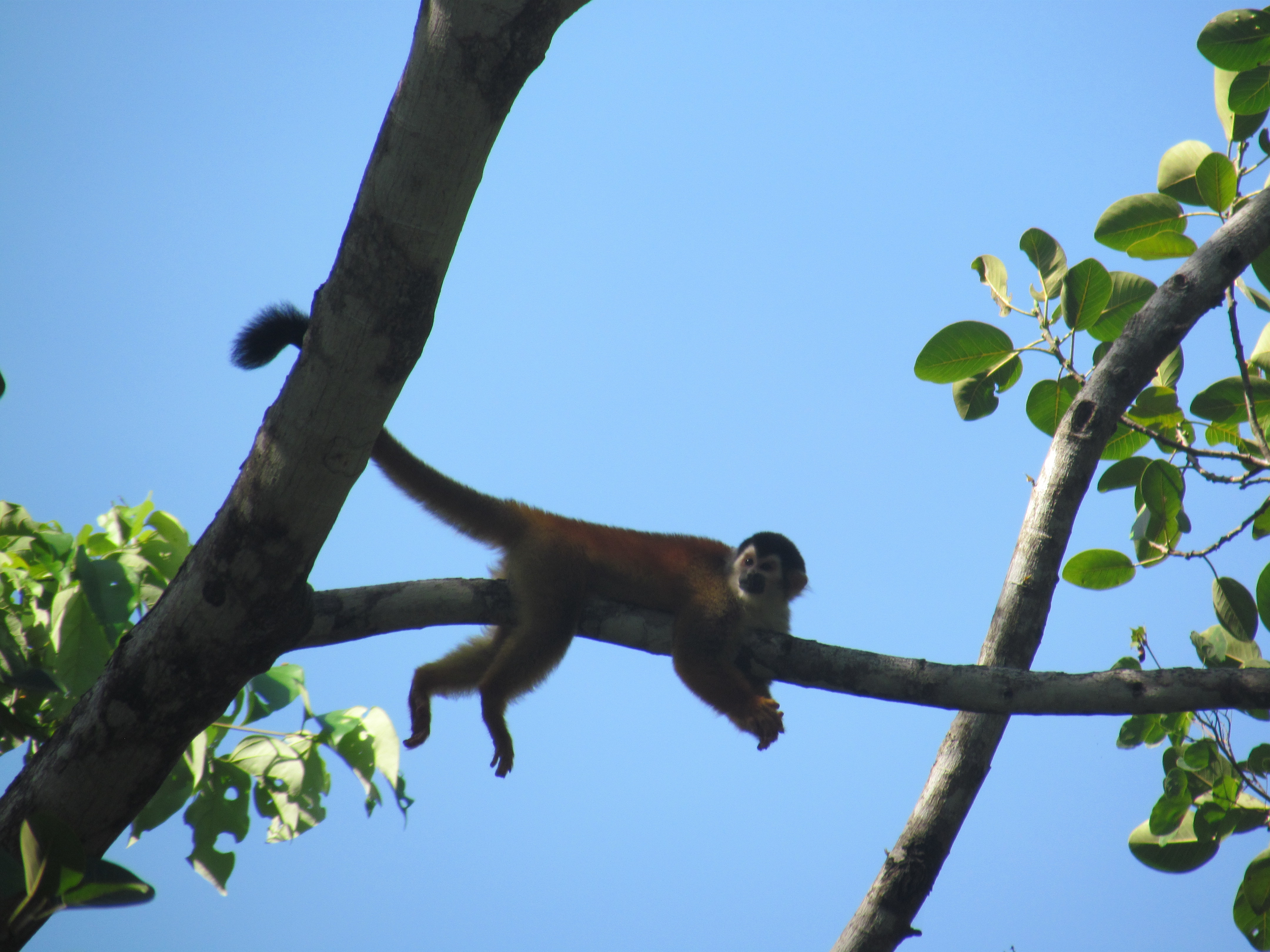
Mono Ardilla en Puerto Armuelles

El corregimiento abarca la parte central del distrito de Barú, específicamente la mitad norte de la península de Burica. Limita al norte con el corregimiento de Rodolfo Aguilar Delgado, al sur con el corregimiento de Limones, al este con la bahía de Charco Azul y al oeste con la frontera con Costa Rica (cantón de Golfito, provincia de Puntarenas). La ciudad misma se ubica sobre la costa.

## Industria

### Bananeras
El muelle de Puertos Armuelles, fue por muchas décadas uno de los principales puertos de Panamá para la exportación de banano, cultivado en fincas bananeras localizadas a 20 km de la ciudad.

#### Historia de las bananeras
La actividad bananera en Bocas del Toro (Caribe panameño) terminó en 1926 producto de la Sigatoka negra o "mal de Panamá" que es un hongo que afectó los cultivos de bananos desde su aparición en 1903. Las primeras fincas estuvieron localizadas en Progreso y Madre Vieja (Corregimiento de Progreso) y el puerto de embarque en el corregimiento de Puerto Armuelles fue inaugurado en 1929.
El nombre oficial de compañía bananera en el Pacífico fue Chiriquí Land Company, subsidiaria de la United Fruit Company. Desde sus inicios contaba con los distritos bananeros de Blanco, Corredor y La Curva. Posteriormente fueron convertidos en siete mini distritos de producción o fincas, tales como Bogamaní, Caoba, Jobito, Jagua, Guayacán, Níspero y Majagua, entre otras.
En 1950 la United Fruit Company vuelve a cultivar banano en Bocas del Toro, alcanzando mayores rendimientos que los producidos en la división del Pacífico en Puerto Armuelles.
Hasta 1964 la United Brands cultivaba la variedad de banano denominada Gros Michel que luego cambió por Cavendish. Para esa fecha tecnificó el sistema de exportación e incorporó las cajas de banano de 40 libras.
En 1976, el gobierno de Panamá creó dos empresas que se dedicarían a la producción y exportación de banano, estas fueron: La Corporación Bananera del Pacífico (COBAPA) en el distrito de Barú y la Corporación Bananera del Atlántico (COBANA) en el distrito de Changuinola. Las plantaciones fueron localizadas en antiguas tierras que fueron ocupadas por plantaciones de la United Brand, antigua United Fruit Company. COBAPA jamás alcanzó los resultados esperados y las pérdidas económicas para el gobierno fueron cuantiosas. En gran parte estas perdidas fueron el resultado de las constante huelga por los trabajadores y la intervención de la naturaleza con dos hechos catastróficos dio al traste con esta intención. En esos momentos el gobierno, para no dejar a una cantidad de trabajadores cesantes, optó por asociar a los mismos en cooperativas para la producción de palma de aceite (Elaeis guinnessis).
El último intento fallido por mantener la industria bananera en el Pacífico fue la creación de la Cooperativa de Servicios Múltiples de Puerto Armuelles (COOSEMUPAR) para administrar todo el proceso productivo relacionado al banano. El proyecto fracasó. Una de las razones de ello es que United Brands estaba en proceso de retirada de la región del Barú por los bajos rendimientos de producción en comparación con los cultivos en el litoral Caribe de América Central y en el caso de Panamá la producción de Puerto Armuelles fácilmente podía sustituirse por la de Changuinola.
En algún momento la producción de banano de Puerto Armuelles se utilizó con el objetivo de mantener la participación de mercado en la Costa Oeste de los Estados Unidos, pero esta se sustituyó por el banano producido en Ecuador. Adicionalmente influyó en la caída de la producción del banano en Puerto Armuelles el alto consumo de insumos para mantener controlada la plaga de Sigatoka negra y en segundo lugar que la United Brands decidió disminuir sus actividades de producción y aumentar solo la comercialización de la distribución del banano que le garantizaba mayores dividendos, sin riesgos colaterales que implica la producción.
Según analistas económicos un factor clave final que afectó la producción de banano en Puerto Armuelles es que la oferta de producción mundial ha sido superior a la demanda de consumo desde los 80's, especialmente en el mercado europeo, que además se ha vuelto selectivo en el consumo de banano, al existir ofertas de banano orgánico y otras formas de competencia.

### Palma aceitera
La palma aceitera surgió como una alternativa de reconversión a las actividades de cultivo de banano en la región. El cultivo de la palma aceitera comenzó de en el corregimiento de Puerto Armuelles en 1982 con 720 hectáreas (7,2 km²).

### Trasiego de Petróleo
En la Bahía de Charco Azul está el complejo de trasiego de petróleo administrado por Petroterminal de Panamá. Este complejo consiste de 3 muelles de atraque y uno de servicio de remolcadores.

### Industria pesquera
En Charco Azul, Puerto Armuelles, existen instaladas 10 jaulas para el engorde de atún.

### Turismo
Desde el 2008 Puerto Armuelles está considerado como un destino turístico por el gobierno de Panamá.
Los atractivos turísticos de Puerto Armuelles van desde su historia en la industria bananera hasta su historia geológica. Puerto Armuelles es la única ciudad de la Provincia de Chiriquí con un frente de costa arenosa apta para la recreación. Decenas de kilómetros de playas de color gris bordean la ciudad y el área rural costera del corregimiento.
Destacan como íconos de turismo: El bosque premontano del Chorogo y San Bartolo, la bahía de Charco Azul y sus playas, las playas de Puerto Armuelles Centro, Las playas de Puerto Armuelles Este, El centro urbano de Puerto Armuelles, el Muelle Fiscal, las antiguas estructuras del ferrocarril, entre otros atractivos.
Todas las playas de toda la península de Burica que pertenecen al corregimiento de Limones solo pueden accederse desde Puerto Armuelles.

## Cultura
El patrono es San Antonio de Padua, cuya fiesta se celebra 13 de junio.